# Gearóid Mac Eoin
Gearóid Mac Eoin (ur. 25 stycznia 1929) – irlandzki naukowiec zajmujący się językiem irlandzkim, jego literaturą i historią.